# Eli Beneš
Eli Beneš (vlastním jménem Petr Eli Beneš, známý i pod pseudonymem Pierre Beneš, 19. dubna 1976 Praha) je český spisovatel. Debutoval v roce 2023 románem Nepatrná ztráta osamělosti. Získal za něj ocenění Magnesia Litera jako Debut roku. 

## Život
Eli Beneš se narodil v roce 1976 v Praze. Studoval na Filozofické fakultě Univerzity Karlovy obory anglistika/amerikanistika a český jazyk a literatura, později na Fakultě sociálních věd Univerzity Karlovy žurnalistiku a mediální studia s televizní a rozhlasovou specializací. Absolvoval Paidea Project Incubator na European Institute for Jewish Studies ve Stockholmu či program Ami Ad v Tel Avivu. Čtrnáct let byl moderátorem Rádia 1, kde se věnoval primárně českým elektronickým projektům a kapelám, byl také vlastníkem hudebního vydavatelství či dlouholetým skladatelem hudby pro Českou televizi či další média. Elektronickou hudbu také příležitostně vyučuje na Electronic Music Academy Prague. Věnoval se práci v médiích, nejprve jako šéfredaktor několika časopisů, později jako publisher. V současné době pracuje pro mediální dům Seznam.cz.

## Dílo
V roce 2023 debutoval rozsáhlou románovou prvotinou Nepatrná ztráta osamělosti (Nakladatelství Akropolis), označovaný kritikou jako román ztracených iluzí.